# Across the Sky
Across the Sky foi uma banda americana de música gospel formado em 2000, na cidade de Nashville, Tennessee. Teve somente um álbum, lançado em 2003.
Em 2004, a banda foi nomeada para os Dove Awards na categoria "New Artist of the Year".

## Faixas do CD
1. "Found By You"
2. "Give It All Away"
3. "Everywhere She Goes"
4. "When I Open My Eyes"
5. "Broken World"
6. "Shooting Star"
7. "Exciming Times"
8. "Masquerade"
9. "Persistence"
10. "First Love Song"
11. "Do You Dream Of Me?"
12. "Not So You Will Love Me"

## Outras canções
- When God Ran

## Videoclipes
- Broken World